# 松田健一郎
松田 健一郎（まつだ けんいちろう、1978年1月22日 - ）は、日本の男性声優。埼玉県出身。アーツビジョン所属。

## 略歴
小学2～3年生の時に姉2人がアニメ好きで2人共、声優になりたいと言っており、声優という職業を知った。ただし、小学生の時は「アニメは子供の見るもの」と見ることをやめていたため、声優になりたいと思わず、野球選手、警察官になりたいと思っていた。
中学生になった頃、偶々姉の部屋に保管されていたアニメ雑誌を見つけて「こんなにおもしろい作品がやっていたんだ」とテレビアニメ『超時空要塞マクロス』に一番心を惹かれ、再放送を見る。その流れで他のアニメも見るようになり、アニラジも聴くようになった。
20歳くらいで、当時は公務員を目指して法律系の専門学校に通っていた。しかし2年目にあまり成績が良くない状態で上のクラスに上げられ、勉強についていけずクラスにも馴染めず、学校に行かなくなった。当時は色々と辛い時期だったが、アニメが心の支えであり、アニラジを聴いていたことで声優を志し、雑誌を調べて見つけた日本ナレーション演技研究所に入所した。
日ナレでは基礎科、本科、研修科と進んだが、三年目に3次オーディションで落選。当初は「三年やってダメだったらやめよう」と考えていたが、諦めきれずに続け、翌年にアーツビジョンに合格した。

## 人物
趣味・特技はプロレス・格闘技観戦、音楽鑑賞、護身術、形態模写、エアギター、ボイスパーカッション。

## 出演
太字はメインキャラクター。

### テレビアニメ
時期不明
- しましまとらのしまじろう

2007年
- 精霊の守り人（村人B）
- DARKER THAN BLACK -黒の契約者-（コックB）

2008年
- 一騎当千 シリーズ（2008年 - 2010年、店主） - 2シリーズ
- ケロロ軍曹（上司、元機関砲）
- ゴルゴ13（警官、所員、ビート）
- ソウルイーター（村人B）
- テイルズ オブ ジ アビス（タルタロス兵士）
- 隠の王（おっちゃん）
- 今日からマ王!（兵士）
- NARUTO -ナルト- 疾風伝（2008年 - 2012年、暗部の忍、火の寺の忍僧、木ノ葉の暗部、砲台男、鬼鳳、木ノ葉の研究員、天善の用心棒、砦の囚人、木ノ葉の里の忍、ジェイ、岩のモンガ）
- 薬師寺涼子の怪奇事件簿（手下B、警備員A）
- ヤッターマン（第2作）（父、奉行）

2009年
- エグザムライ戦国（AKIRA）
- 黒神 The Animation（トライバルエンド）
- 真マジンガー 衝撃!Z編 on television（ボス）
- DARKER THAN BLACK -流星の双子-（オペレーター）
- テガミバチ（男A、編集者B、委員B）
- 東京マグニチュード8.0（海上保安官）
- にゃんこい!（一之瀬組組員）
- 東のエデン（AKX20000 他）
- Phantom 〜Requiem for the Phantom〜（ジャクソン）
- メタルファイト ベイブレード（無法者）
- リストランテ・パラディーゾ（マルゲリータ夫）

2010年
- Angel Beats!（審判B）
- おおきく振りかぶって 〜夏の大会編〜（一塁審、二塁審、守谷修平）
- キディ・ガーランド（オヤジ）
- COBRA THE ANIMATION（ガルシア）
- 屍鬼（大川篤、広沢、江渕）
- 戦う司書 The Book of Bantorra（店主B）
- 爆丸バトルブローラーズ ニューヴェストロイア（ウィルダ、クレイ・フェルミン）

2011年
- バトルスピリッツ ブレイヴ（魔族、メムノン）
- バトルスピリッツ 覇王（2011年 - 2012年、仁霧コブシ、サファリ、ボンバー）
- まよチキ!（司会）

2012年
- 機動戦士ガンダムAGE（グラット・オットー）
- ジョジョの奇妙な冒険（ドノヴァン）
- 新テニスの王子様（柘植竜二）
- 探検ドリランド（荒くれ男、ブラッドシーラカンス）

2013年
- ガリレイドンナ（ルドガー・バーホーベン）
- 義風堂々!! 兼続と慶次（榊原康政）
- ブラッドラッド（オニクロ店長、魔族A、殿堂郵便）
- 遊☆戯☆王ZEXAL II（蝉丸）

2014年
- ウィザード・バリスターズ 弁魔士セシル（検察官）
- オオカミ少女と黒王子（チーママ）
- 俺、ツインテールになります。（タイガギルディ）
- 桜Trick（春香の父）
- ソードアート・オンラインII（ベヒモス）
- ディーふらぐ!（長山ひろし）
- ディスク・ウォーズ:アベンジャーズ（ハルク）
- とある飛空士への恋歌（グレゴリオ・ラ・イール）
- DRAMAtical Murder（ミンク）
- 曇天に笑う（織田千代長）
- 七つの大罪（2014年 - 2018年、魔人、タイズー、マルマス、本屋、赤き魔神） - 2シリーズ + 特別編
- ハマトラ（ウェイト）

2015年
- 暗殺教室（男A）
- 学戦都市アスタリスク（ゲルト・シーレ）
- GANGSTA.（B2級トワイライツ）
- 攻殻機動隊 ARISE ALTERNATIVE ARCHITECTURE（バトー）
- Charlotte（細山田）
- ランス・アンド・マスクス（バンの残党たち）
- 乱歩奇譚 Game of Laplace（ツノダ）
- 六花の勇者（クアト）

2016年
- 甲鉄城のカバネリ（榎久）
- 坂本ですが?（男子生徒）
- シュヴァルツェスマーケン（トニ・ツィックラー）
- 侍霊演武:将星乱（魏延）
- にゃんぼー!（クロ）
- ハルチカ 〜ハルタとチカは青春する〜（日野原秀一）
- PERSONA5 the Animation -THE DAY BREAKERS-（大迫）
- マギ シンドバッドの冒険（盗賊リーダー）
- 霊剣山 星屑たちの宴（家元、ナレーション）

2017年
- エルドライブ【ēlDLIVE】（リッグス、シャブロール星人）
- 鬼平（音松の継父）
- 霊剣山 叡智への資格（霊剣派家元）
- クロックワーク・プラネット（ヴァイネイ・ハルター）
- 月がきれい（体育教師、陸上部顧問、アナウンス）
- トミカハイパーレスキュー ドライブヘッド 機動救急警察（西園寺貴仁）
- サクラクエスト（岩下孝蔵）
- マーベル フューチャー・アベンジャーズ（ハルク）
- セントールの悩み（重時）
- ブラッククローバー（2017年 - 2021年、ゴードン・アグリッパ、ナレーション、シダーン、カイゼル・グランボルカ、ネイサン・アグリッパ、ヨンナ・アグリッパ、ニレニア・アグリッパ、ロクサーヌ・アグリッパ、ナナリー、アスタの悪魔 他）
- キノの旅 -the Beautiful World- the Animated Series（陸）

2018年
- 銀河英雄伝説 Die Neue These 邂逅（レムラー）
- 重神機パンドーラ（マイケル）
- 美男高校地球防衛部HAPPY KISS!（ホニャラランド住人）
- 音楽少女（山田木たか）
- 僕のヒーローアカデミア（2018年 - 2020年、士傑教師、宝生結） - 2シリーズ
- RErideD-刻越えのデリダ-（ジャキス・イヴェン）
- CONCEPTION（シャングリラ）
- ユリシーズ ジャンヌ・ダルクと錬金の騎士（モージ）
- DOUBLE DECKER! ダグ&キリル（ヴィクター）
- BAKUMATSU（石川五右衛門）

2019年
- エガオノダイカ（モーゼス）
- revisions リヴィジョンズ（宮脇防災計画課長）
- モブサイコ100 II（隣人）
- とある魔術の禁書目録III（杉谷）
- 逆転裁判 〜その「真実」、異議あり!〜（尾並田美散）
- どろろ（兵庫）
- 不機嫌なモノノケ庵 續（アラナキ）
- FAIRY TAIL（ブラッドマン）
- RobiHachi（店長）
- 彼方のアストラ（ケアード高校の先生A、ケアード高校の先生）
- ヴィンランド・サガ（2019年 - 2023年、トールズ、ナレーション） - 2シリーズ
- 胡蝶綺 〜若き信長〜（林秀貞）
- 旗揚!けものみち（ヴォルフガング・フォン・クラフトマン〈ボンちゃん〉）
- エッグカー（2019年 - 2020年、ボゾ王）
- 真・中華一番!（2019年 - 2021年、リー提督） - 2シリーズ

2020年
- ＜Infinite Dendrogram＞-インフィニット・デンドログラム-（ゴゥズ）
- ヒーリングっど♥プリキュア（2020年 - 2021年、平光てるひこ、カントク、レイオン）
- ジビエート（アダム）
- ムヒョとロージーの魔法律相談事務所（老人）
- シャドウバース（プレイヤー）
- 禍つヴァールハイト -ZUERST-（アルノルト・シュバルツ）
- ポケットモンスター（ローズ）
- 神様になった日（尾熊雷太）

2021年
- 呪術廻戦（DJ）
- バクテン!!（馬淵修司）
- 究極進化したフルダイブRPGが現実よりもクソゲーだったら（マイク・マクラクラン）
- SDガンダムワールド ヒーローズ（コマンド署長）
- マジカパーティ（2021年 - 2022年、フェニバーン）
- 東京リベンジャーズ（スキンヘッド、東卍B）
- キングダム（2021年 - 2024年、介億） - 3シリーズ
- チート薬師のスローライフ〜異世界に作ろうドラッグストア〜（カスティ）
- SHAMAN KING（2021年 - 2022年、ラキスト）
- 逆転世界ノ電池少女（鵜飼）
- TSUKIPRO THE ANIMATION 2（田所劉生）

2022年
- 幻想三國誌 -天元霊心記-（張飛）
- ヴァニタスの手記（フードの男）
- トライブナイン（西郷ロク）
- 天才王子の赤字国家再生術（バルドロッシュ）
- SPY×FAMILYY（2022年 - 2023年、ボンド・フォージャー、ナレーション） - 3シリーズ
- 魔法使い黎明期（ユードライト）
- Engage Kiss（マイルズ・モーガン）
- オーバーロードIV（総司令官）
- デュエル・マスターズ WIN（2022年 - 2024年、マズキ） - 2シリーズ
- チェンソーマン（コウモリの悪魔）

2023年
- ノケモノたちの夜（ローブの悪魔）
- 文豪ストレイドッグス（大尉）
- 【推しの子】（事務所社長）
- 川越ボーイズ・シング（増田力）
- 最果てのパラディン 鉄錆の山の王（ゲルレイズ）
- ドッグシグナル（2023年 - 2024年、ウルソン、藤原誠二、リボン）
- でこぼこ魔女の親子事情（ジョバンニ）
- お嬢と番犬くん（田貫組組長）
- 七つの大罪 黙示録の四騎士（タイズー、盗賊）
- ティアムーン帝国物語〜断頭台から始まる、姫の転生逆転ストーリー〜（ベルナルド）

2024年
- 望まぬ不死の冒険者（クロープ）
- 最強タンクの迷宮攻略〜体力9999のレアスキル持ちタンク、勇者パーティーを追放される〜（ゴッシュ）
- 戦国妖狐（かごもり）
- 神は遊戯に飢えている。（オーヴァン）
- HIGHSPEED Étoile（リチャード・パーカー）
- 出来損ないと呼ばれた元英雄は、実家から追放されたので好き勝手に生きることにした（オズワルド）
- 神之塔 -Tower of God-（虎助） - 2シリーズ
- この世界は不完全すぎる（隅田）
- 魔導具師ダリヤはうつむかない（マルチェラ・ヌヴォラーリ）
- 烏は主を選ばない（鵄）
- ハイガクラ（龍王）
- アサティール2 未来の昔ばなし（店主）

2025年
- ギルドの受付嬢ですが、残業は嫌なのでボスをソロ討伐しようと思います（グレン・ガリア）
- Übel Blatt〜ユーベルブラット〜（ゲランペン）
- 勘違いの工房主〜英雄パーティの元雑用係が、実は戦闘以外がSSSランクだったというよくある話〜（アルレイド）
- 神統記（テオゴニア）（首領マカク、トルード）
- ウィッチウォッチ（伽羅の父）
- ある魔女が死ぬまで（マルコ）
- フェルマーの料理（北田勲）
- 鬼人幻燈抄（土浦）
- ニャイト・オブ・ザ・リビングキャット（ジン・E・マーロウ）

時期未定
- 領民0人スタートの辺境領主様（ディアス）

### 劇場アニメ
2009年
- 東のエデン 劇場版I The King of Eden（黒服リーター）

2013年
- AURA 〜魔竜院光牙最後の闘い〜（安藤たつお）
- 攻殻機動隊ARISE -GHOST IN THE SHELL-（バトー）

2015年
- 攻殻機動隊 新劇場版（バトー）

2016年
- ねむれ思い子 空のしとねに

2017年
- 劇場版 ソードアート・オンライン -オーディナル・スケール-（ベヒモス）

2018年
- 映画 ドライブヘッド〜トミカハイパーレスキュー 機動救急警察〜（西園寺貴仁）

2019年 
- HUMAN LOST 人間失格（澁田）

2022年
- 映画 バクテン!!（馬淵修司）
- ONE PIECE FILM RED
- THE FIRST SLAM DUNK（野間忠一郎）

2023年
- ブラッククローバー 魔法帝の剣（ゴードン・アグリッパ）
- 劇場版 SPY×FAMILY CODE: White（ボンド・フォージャー）

2024年
- デッドデッドデーモンズデデデデデストラクション（宝田） - 前後章

### OVA
2009年
- TO（ヘイズ）

2010年
- DARKER THAN BLACK -流星の双子- 外伝

2011年
- カーニバル・ファンタズム（ニュースキャスター、お好み焼き店主、客B）
- T.P.さくら 〜タイムパラディンさくら〜 時空樹防衛戦（平賀源內）

2014年
- マギ シンドバッドの冒険（盗賊リーダー）※単行本3巻OVA付き特別版

2015年
- 機動戦士ガンダム THE ORIGIN（2015年 - 2018年、オルテガ、教官） - 2019年に再編集作品『THE ORIGIN 前夜 赤い彗星』テレビ放送

2018年
- ブラッククローバー オール魔法騎士感謝祭（ゴードン・アグリッパ） - ジャンプスペシャルアニメフェスタ2018上映作品

### Webアニメ
- ブレードランナー ブラックアウト 2022（2017年、イギー）
- むぎゅっと！ブラッククローバー（2019年、ゴードン）
- ケンガンアシュラ（2019年、呉ホリス[71]） - 2シリーズ
- バトルスピリッツ サーガブレイヴ（2019年、グラトス）
- ぶらどらぶ（2021年、腐乱犬）
- PLUTO（2023年、スコット）

### ゲーム
2005年
- SHINSENGUMI〜幕末幻想恋愛奇譚〜（谷三十朗、島田魁）

2006年
- みんなのテニス

2007年
- Gears of War（デーモン・ベアード）

2008年
- ソウルイーター モノトーン プリンセス（蟻岩斗）
- ティアーズ・トゥ・ティアラ 花冠の大地
- METAL GEAR ONLINE（男性PC）
- メタルギアソリッド4（PMC兵、民兵）

2009年
- アガレスト戦記ZERO（アルゼスト）
- 風色サーフ（ドゥニ・ブロッホ）
- Gears of War 2（デーモン・ベアード）
- パズル -ぼくらの48時間戦争-
- ファイナルファンタジーXIII

2010年
- VANQUISH（サム・ギデオン）
- 斬撃のREGINLEIV（ブルグント軍隊長A、ゴート軍隊長A）
- 戦国大戦（金狼流アキラ）
- 原宿探偵学園 スチールウッド（南辰巳）

2011年
- AKIBA'S TRIP（瀬嶋隆二）
- Gears of War 3（デーモン・ベアード）
- 戦律のストラタス（瀬戸武則）

2012年
- AKIBA'S TRIP PLUS（瀬嶋隆二）
- 機動戦士ガンダムSEED BATTLE DESTINY（カスタムパイロット）
- 機動戦士ガンダムUC（ネオ・ジオン親衛隊）
- CONCEPTION 俺の子供を産んでくれ!（シャングリラ）
- ストリートファイター X 鉄拳（レイヴン、ジャックX）
- 第2次スーパーロボット大戦Z 再世篇（ボス）
- マックス アナーキー（ビッグ・ブル）

2013年
- ガンダムブレイカー（隊長）
- Gears of War:Judgement（デーモン・ベアード）
- 恋花デイズ（苫沢栄吉）
- メタルギア ライジング リベンジェンス（サイボーグ 他）

2014年
- グランブルーファンタジー（2014年 - 2023年、ラインハルザ、ウィスタ、ムクタ、マンモス）
- 第3次スーパーロボット大戦Z 時獄篇 / 天獄篇（2014年 - 2015年、ボス） - 2作品
- DRAMAtical Murder re:code（ミンク）

2015年
- 憂世ノ志士・憂世ノ浪士（桂小五郎） - 2作品
- スーパーロボット大戦BX（ボス）
- STELLA GLOW（ルドルフ）
- ドラゴンボールヒーローズ（2015年 - 2016年、ボーン将軍） - 2作品
- ニード・フォー・スピード（マヌ）

2016年
- アンチャーテッド 海賊王と最後の秘宝（ノット）
- Furi（ハンド、エッジ、フレイム）

2017年
- 俺達の世界わ終っている。（出口司郎）
- 陰陽師（管狐）
- かまいたちの夜 輪廻彩声（小林二郎）
- ガンダムバーサス（オルテガ）
- クイズRPG 魔法使いと黒猫のウィズ（2017年 - 2021年、ヒノクルマ、ヨミビトシラズ、オウゼン・リョウガン、フレーグ、バルチャス、エソラゴト）
- スーパーロボット大戦V（ボス）
- ファイアーエムブレム ヒーローズ（2017年 - 2024年、ゼフィール〈封印の剣〉、ロイド）
- ブラッククローバー グリモワールバトル（ゴードン・アグリッパ）
- ラジアントヒストリア パーフェクトクロノロジー（ヒューゴ）
- 地球防衛軍5（作戦指令本部）
- League of Legends（ケイン）

2018年
- スーパーロボット大戦X（ボス）
- ブラッククローバー カルテットナイツ（ゴードン・アグリッパ、ナレーション 他）
- 刀剣乱舞 ONLINE（2018年 - 2024年、祢々切丸）

2019年
- エースコンバット7 スカイズ・アンノウン（AWACS「バンドッグ」）
- CONCEPTION PLUS 俺の子供を産んでくれ!（シャングリラ）
- JUDGEMENT 7 俺達の世界わ終っている。（出口司郎）
- ポケモンマスターズ（ウルップ）
- DAEMON X MACHINA（ファルコン）

2020年
- ライフ イズ ストレンジ2（メリル）
- ゼルダ無双 厄災の黙示録（ロベリー）

2021年
- モンスターハンターライズ
- ニーア レプリカント ver.1.22474487139...（主人公〈ゲシュタルト〉）
- 機動戦士ガンダム バトルオペレーション コードフェアリー（イアン・グレーデン）
- セブンナイツ2（ケイド）

2022年
- 機動戦士ガンダム アーセナルベース（オルテガ）
- レゴ スター・ウォーズ：スカイウォーカー・サーガ
- BLEACH Brave Souls（刳屋敷剣八）
- 原神（浮舎）
- ドラゴンクエストX（トランブル将軍、ゼドラ王国家臣、ガッシュ村長）
- 地球防衛軍6（作戦司令本部）
- モンスターストライク（2022年 - 2023年、コウモリの悪魔、ボンド・フォージャー）
- 北斗の拳 LEGENDS ReVIVE（ロフウ）

2023年
- 共闘ことばRPG コトダマン（コウモリの悪魔）
- テイルズ オブ ザ レイズ リコレクション（アグラード・アルデバラン）
- WAR OF THE VISIONS ファイナルファンタジー ブレイブエクスヴィアス 幻影戦争（カムラル）

2024年
- ユニコーンオーバーロード（ブリス）
- Final Fantasy XIV（グルージャジャ、ヴァリガルマンダ）
- メタファー：リファンタジオ（国軍大将）
- ロマンシング サガ2 リベンジオブザセブン（ベア）
- FAIRY TAIL 2（ブラッドマン）

2025年
- 餓狼伝説 City of the Wolves（マルコ・ロドリゲス）
- ファンタジーライフi グルグルの竜と時を盗む少女（デグダス）

時期未定
- トライブナイン（西郷ロク）

### ドラマCD
- 走れ!T校バスケット部（2008年、H校先輩部員）
- ミカるんX ドラマCD 01・02（2009年、鯨岡飛鳥）
- 夢を見るヒマもない（2009年、教師）
- 魔術士オーフェン はぐれ旅（2017年、フォルテ・パッキンガム）
- 学園キノ（2020年、ナレーション） - 『キノの旅 -the Beautiful World- the Animated Series』BD BOX特典CD[101]
- 休日のわるものさん（2021年、ナレーション[102]）

### BLCD
- SASRA 1（周育）
- 篠田新宿探偵事務所（海藤直鷹）
- DRAMAtical Murder Drama CD（ミンク）
  - DRAMAtical Murder Drama CD vol.3
- ビューティー&ゴースト（購買部主任）
- ポルノグラファー（城戸士郎）
- シャングリラの鳥（アポロ）

### デジタルコミック
- VOMIC
  - 霊能力者 小田霧響子の嘘（2008年、秘書B）
  - GANTZ（2011年、大きなねぎ星人）
- ＆GENTE
  - オメガの婿取り(2022年、斉藤真[103])
- カドカワストア.TV
  - 極道さんはパパで愛妻家（2023年、東雲賢吾[104]）

### テレビ番組
※はインターネット配信。
- 多数決ドラマ「キノの旅 -the Beautiful World- 廃墟の国」（2016年、ニコニコ生放送※）陸 役[105]

### 吹き替え

#### 担当俳優
タイリース・ギブソン
- サウス・セントラルLA（ジョセフ・サマーズ）
- レッド・ブレイク（カイル・スノーデン）
- ワイルド・スピードシリーズ（ローマン・ピアース）
  - ワイルド・スピードX2 ※ザ・シネマ版
  - ワイルド・スピード MEGA MAX
  - ワイルド・スピード EURO MISSION
  - ワイルド・スピード SKY MISSION
  - ワイルド・スピード ICE BREAK
  - ワイルド・スピード/ジェットブレイク
  - ワイルド・スピード/ファイヤーブースト

#### 映画
- アサシン・クラブ（レオン〈ジミー・ジャン＝ルイ〉）
- イップ・マン 最終章（タン・セン〈ジョーダン・チャン〉）
- イントゥ・ザ・ブルー2
- 運命を分けたザイル2（トニー・クルツ〈ロジェ・シャーリ〉）
- 88ミニッツ（マクタイアFBI特別捜査官〈ジュリアン・クリストファー〉）
- エグザイル/絆（ウー〈ニック・チョン〉）
- 噛む女（プッシャー〈ニック・ナック〉）
- 帰ってきたエルヴァイラ（エイドリアン）
- キューティ・バニー
- ザ・バンク 堕ちた巨像
- サルバドールの朝（オリオル）
- シティ・オブ・ザ・デッド（マック・T）
- ジャージー・ボーイズ（ニック・マッシ〈マイケル・ロメンダ〉）
- スコット・ピルグリム VS. 邪悪な元カレ軍団（トッド・イングラム〈ブランドン・ラウス〉）
- スター・トレック（2009）（ジョージ・カーク〈クリス・ヘムズワース〉）
  - スター・トレック イントゥ・ダークネス（ジョージ・カーク〈クリス・ヘムズワース〉）
- セックス・アンド・ザ・シティ
- ターミネーター:新起動/ジェニシス（はぐれターミネーター）
- 大統領暗殺（サム・マッカーシー〈ジェイ・パターソン〉）
- チェイス!（ジャイ〈アビシェーク・バッチャン〉）
- デイ・ウォッチ
- デイ・オブ・ザ・デッド（Dr.ローガン〈マット・リッピー〉）
- ディープ・ブルー3（ユージーン・ショー〈エマーソン・ブルックス〉[111]）
- ドゥームズデイ（ノートン軍曹〈エイドリアン・レスター〉[112]）
- ナイト・ビフォア 俺たちのメリーハングオーバー（クリス〈アンソニー・マッキー〉）
- ノウイング
- パーフェクト・ホスト 悪夢の晩餐会（モートン刑事〈ナサニエル・パーカー〉）
- ハリエットはティーン・スパイ
- フラッグ･オブ･ソルジャーズ 勝利なき戦場（ピピーノ）
- ブラック・ウィドウ（英語版）（スタン）
- ブラック・クランズマン（ロン・ストールワース〈ジョン・デヴィッド・ワシントン〉）
- ブラックサイト（ミラー）
- ベガスの恋に勝つルール
- ベッドタイム・ストーリー
- まわし蹴り（チェ・ソッポン〈イ・ギウ〉）
- マイ・ブラザー 哀しみの銃弾（クリス〈クライヴ・オーウェン〉）
- ミュータント・タートルズシリーズ（ラファエロ〈アラン・リッチソン〉[113]）
  - ミュータント・タートルズ
  - ミュータント・ニンジャ・タートルズ：影＜シャドウズ＞
- ライフ・ドア 黄昏のウォール街（ディラン・ゴットチョーク〈アンドレ・ロヨ〉）
- リヴォルト（ボー〈リー・ペイス〉）
- レイダース/失われたアーク《聖櫃》 ※WOWOW版
- レボリューショナリー・ロード/燃え尽きるまで

#### ドラマ
- アイルランド（シヨン父）
- MI-5 英国機密諜報部（ウィル〈キット・ハリントン〉）
- ウェイバリー通りのウィザードたち（ランプ捜査官）
- エージェント・オブ・シールド（クリーキャプテン〈デレク・ミアーズ〉）
- NCIS: ニューオーリンズ
- NCIS:LA 〜極秘潜入捜査班
- 気分はぐるぐる #4
- GRIMM/グリム
- グレイズ・アナトミー3（フランク〈マット・ウィンストン〉）
- グレイズ・アナトミー6
- 刑事トム・ソーンシリーズ
  - 刑事トム・ソーン 声なき目撃者（デヴィッド・ホランド〈O・T・ファグベンル〉）
  - 刑事トム・ソーン2 臆病な殺人者（デイヴィッド・ホランド〈O・T・ファグベンル〉）
- ザ・パシフィック
- CSI:ニューヨーク4（ER医師）
- CSI:ニューヨーク5
- スーパーナチュラル シーズン10
- ソウルメイト
- デスパレートな妻たち6
- 24 -TWENTY FOUR- リデンプション（ニコルズ）
  - 24 -TWENTY FOUR- シーズン7（ティム・ウッズ〈フランク・ジョン・ヒューズ〉）
  - 24:レガシー（キース・マリンズ〈テディ・シアーズ〉）
- NIKITA / ニキータ
- ハーパーズ・アイランド 惨劇の島
- プライベート・プラクティス5（ダグ）
- ブラザーズ&シスターズ
- プリズン・ブレイク シーズン2
- フォーリング スカイズ（コチース〈ダグ・ジョーンズ〉）
- フーディーニ&ドイルの怪事件ファイル 〜謎解きの作法〜（ジム）
- FRINGE/フリンジ
- 4400 未知からの生還者
- ボディ・オブ・プルーフ3 死体の証言（ロバート・ライリー〈ケネス・ミッチェル〉）
- マーベル インヒューマンズ（ゴーゴン〈エミ・イクワーカー〉）
- REIGN/クイーン・メアリー（ノストラダムス〈ロシフ・サザーランド〉）
- LAW & ORDER:LA（TJ・ジャルザルスキー〈コリー・ストール〉）
- 私はラブ・リーガル3

#### アニメ
- アルティメット・スパイダーマン（レッドハルク）
- キャンプ・ラズロ（クラム）
- チャウダー
- ネクスト・アベンジャーズ: 未来のヒーローたち ※ディズニーXD版
- ヤング・ジャスティス（アクアラッド）
- ハルク: スマッシュ・ヒーローズ（レッドハルク）
- ピクルスとピーナッツ（ピクルス）
- ヒックとドラゴン 聖地への冒険（ラグナー[114]）
- マイティ・マジソード（ナレーション、グラップ）
- ヨウゼン（魔礼紅[115]）
- リトル・マーメイドIII はじまりの物語
- レゴ バイオニクル 〜進化への道のり〜（コパカ）

#### テレビ番組
- The Hills（ジャスティン・ロバート・ブレジア）
- UFC登竜門 ジ・アルティメット・ファイター シーズン9（カイル・リード）

### 特撮
- スーパー戦隊シリーズ
  - 海賊戦隊ゴーカイジャー（2011年、下士官スゴーミンの声）
  - 獣電戦隊キョウリュウジャー（2013年、守護騎士・カンブリ魔の声）
  - 手裏剣戦隊ニンニンジャー（2015年、妖怪モクモクレンの声）
  - 快盗戦隊ルパンレンジャーVS警察戦隊パトレンジャー（2018年、アニダラ・マキシモフの声）
  - 魔進戦隊キラメイジャー（2020年、ミュージック邪面の声[116]）
  - 王様戦隊キングオージャー（2023年、ヲゲラジームの声[117]）
  - 特捜戦隊デカレンジャーwithトンボオージャー（2024年、ヲゲラジームの声[118]）
  - ナンバーワン戦隊ゴジュウジャー（2025年、トレジャーハントノーワンの声[50][119]）
- 仮面ライダーエグゼイド（2017年、バーニアバグスターの声）

### ボイスオーバー
- 宇宙の解体新書（ディスカバリーチャンネル）
- 撃つためのデザイン（ヒストリーチャンネル）
- 疑惑の陰謀 ロバート・F・ケネディ暗殺（ヒストリーチャンネル）
- ザ・ユニバース 〜宇宙の歴史〜（ヒストリーチャンネル）
- 七つの大罪（ディスカバリーチャンネル）
- BS世界のドキュメンタリー（NHK-BS1）
  - 「ドナルド・トランプのおかしな世界」（2016年）
  - 「ノルマンディー上陸作戦のすべて」（2016年） - 軍事歴史家レン・フレンカンプの声

### ナレーション
- BS世界のドキュメンタリー（NHK-BS1）
- みんなのニュース（フジテレビ）
- メガ輸送プロジェクト「海洋掘削装置」（BSスカパー!）

### プラネタリウム
- 五藤光学研究所「ポワンとフーニャンの宇宙調査隊」（声の出演）
- 栃木県子ども総合科学館「春の宙へ」（パパ）
- 藤沢市湘南台文化センターこども館「宇宙オリンピック〜ナンバーワン決定戦!〜」（解説）

### 舞台
- 劇団大富豪旗揚げ公演 「八月のシャハラザード」（2006年6月9日‐11日、中野スタジオあくとれ） - 木島さん 役
- 劇団大富豪特別公演 「Cage.」（2010年3月24日‐28日、中野ザ・ポケット） - 声の出演
- ミュージカル「陰陽師」〜平安絵巻〜（2018年） - オープニングナレーション （声の出演）
- ミュージカル「陰陽師」〜大江山編〜（2019年） - ナレーション （声の出演）
- オリジナル朗読劇密室デスマッチ「マスクド・アイスクリーム」（2021年、九門悟[120]）
- ミュージカル「陰陽師」〜海国の章〜（2024年（配信のみ）） - ナレーション （声の出演）

## ディスコグラフィ

### キャラクターソング
| 発売日       | 商品名                         | 歌           | 楽曲               | 備考                                 |
| ------------ | ------------------------------ | ------------ | ------------------ | ------------------------------------ |
| 2014年3月5日 | ミンナノナマエヲイレテクダサイ | 魔の十四楽団 | 「漢気フルコンボ」 | テレビアニメ『ディーふらぐ！』関連曲 |

### シリーズ一覧
1. ↑  第3期『Great Guardians』（2008年）、第4期『XTREME XECUTOR』（2010年）
2. ↑  第1期（2014年 - 2015年）、特別編『聖戦の予兆』（2016年）、第2期『戒めの復活』（2018年）
3. ↑  第3期（2018年）、第4期（2019年 - 2020年）
4. ↑  SEASON 1（2019年）、SEASON 2（2023年）
5. ↑  第1期（2019年）、第2期（2021年）
6. ↑  第3シリーズ（2021年）、第4シリーズ（2022年）、第5シリーズ（2024年）
7. ↑  Season 1:第1クール（2022年）、Season 1:第2クール（2022年）、Season 2（2023年）
8. ↑  第1期（2022年 - 2023年）、第2期『決闘学園編』（2023年 - 2024年）
9. ↑  第2期『王子の帰還』（2024年）、第2期『工房戦』（2024年）
10. ↑  前章（2024年）、後章（2024年）
11. ↑  『ドラゴンボールヒーローズ』（2015年）、『スーパードラゴンボールヒーローズ』（2016年）

### ユニットメンバー
1. ↑  小田原（稲田徹）、明覚（藤原貴弘）、松久・児玉（西山宏太朗）、折原（後藤ヒロキ）、竹沢・金子（岩瀬周平）、拝島（高橋栄一）、高麗川（松田健一郎）